# Лещук, Иван
Иван Луис Лещук (исп. Iván Luis Leszczuk; родился 20 февраля 1996 года) — аргентинский футболист, нападающий клуба «Сан-Мартин» (Мендоса), чемпион Южной Америки в возрастной категории до 17 лет и до 20 лет.

## Клубная карьера
Иван — воспитанник футбольной школы аргентинского клуба «Бока Хуниорс». В основном составе команды он пока не играл. Сейчас Иван — один из основных форвардов юношеского состава «Бока Хуниорс».

## Карьера в сборной
За юношескую сборную 1996 года рождения Иван дебютировал в 2011 году, провёл один матч. В составе юношеской сборной Аргентины до 17 лет Иван принял участие на юношеском чемпионате Южной Америки 2013. На турнире он забил два гола (в ворота Парагвая и Колумбии). Иван принял участие в семи встречах первенства. Его сборная стала чемпионом Южной Америки в возрастной категории до 17 лет.
Также Иван принимал участие на юношеском чемпионате мира 2013. Он принял участие в семи матчах, а его сборная заняла четвёртое место.

## Достижения
- Победитель юношеского чемпионата Южной Америки (1): 2013
- Победитель молодёжного чемпионата Южной Америки (1): 2015